# Gete Alemayehu
Gete Alemayehu (* 27. August 1998) ist eine äthiopische Leichtathletin, die sich auf den Langstreckenlauf spezialisiert hat.

## Sportliche Laufbahn
Erste internationale Erfahrungen sammelte Gete Alemayehu bei den Afrikameisterschaften 2018 in Asaba, bei denen sie in 32:10,68 min die Bronzemedaille hinter den Kenianerinnen Stacey Chepkemboi Ndiwa und Alice Aprot Nawowuna gewann. Bei den Crosslauf-Weltmeisterschaften 2023 in Bathurst gelangte sie mit 35:04 min auf Rang zwölf im Einzelrennen und gewann in der Teamwertung die Silbermedaille hinter dem kenianischen Team.

## Persönliche Bestzeiten
- 10.000 Meter: 30:53,32 min, 17. Juli 2019 in Hengelo
- 10-km-Straßenlauf: 31:08 min, 29. Dezember 2019 in Houilles
- Halbmarathon: 1:06:37 h, 3. April 2022 in Barcelona